# Amt Märkische Schweiz
Amt Märkische Schweiz är ett kommunalförbund (Amt) i östra delen av förbundslandet Brandenburg i Tyskland, beläget i länet Landkreis Märkisch-Oderland. Kommunalförbundet består av fem kommuner med sammanlagt 8 978 invånare (2012) och har sitt administrativa säte i staden Buckow. Amtet bildades 1992 och är döpt efter det kulliga och glesbefolkade naturområdet Märkische Schweiz som till stor del ligger inom amtets gränser.

## Kommuner
De ingående kommunerna är:
- staden och huvudorten Buckow (Märkische Schweiz)
- Garzau-Garzin, med orterna Garzau och Garzin
- Oberbarnim med orterna Bollersdorf, Grunow, Ihlow och Klosterdorf
- Rehfelde med orterna Rehfelde, Werder och Zinndorf
- Waldsieversdorf